# الرحيبة (حمص)
الرحيبة قرية في ناحية صدد التابعة لمنطقة حمص في محافظة حمص في سورية. تقع شرق الطريق السريع بين حمص ودمشق.